# Blechroneromia malagasy
Blechroneromia malagasy är en fjärilsart som beskrevs av Pierre E.L. Viette 1976. Blechroneromia malagasy ingår i släktet Blechroneromia och familjen mätare. Inga underarter finns listade i Catalogue of Life.